# Lekity
Lekity – wieś w Polsce położona w województwie warmińsko-mazurskim, w powiecie olsztyńskim, w gminie Jeziorany.
W latach 1975–1998 miejscowość administracyjnie należała do województwa olsztyńskiego. Wieś znajduje się w historycznym regionie Warmia.
W pobliżu znajduje się Święta Góra, na szczycie której znajdować się niegdyś miała pogańska świątynia Prusów. Dawniej obok znajdowało się również Jezioro Krokowskie – obecnie osuszone.